# Expedición Atlantis

Emblema de la Expedición Atlantis.

Expedición Atlantis es el nombre dado al cruce del océano Atlántico efectuado por cinco argentinos en 1984, partiendo desde el puerto de Tenerife en las islas Canarias y llegando 52 días después a La Guaira en Venezuela.
El objetivo fue probar que 3500 años antes que Cristóbal Colón, navegantes africanos pudieron haber llegado por accidente a las costas de América conducidos por específicas corrientes marinas.

## Detalles
Inspirado en la historia de la Kon-tiki, una balsa que en 1947 cruzó el Océano Pacífico, liderada por el noruego Thor Heyerdahl demostrando que los americanos pudieron haber llevado su influencia a la Polinesia, el abogado argentino Alfredo Barragán, natural de Dolores (provincia de Buenos Aires) estudió el tema y observó que había un tipo de balsas hechas con un número impar de troncos de madera muy liviana, unidos con cuerdas vegetales, que navegaban en Australia, en la costa occidental de América, y en África. Eso unido a sus lecturas sobre las cabezas colosales olmecas, unas esculturas de 20 toneladas y de casi 3 metros de altura hechas por la cultura olmeca le hicieron madurar la idea de demostrar la posibilidad de que navegantes africanos pudieron haber llegado a América.
Así surgió la idea de construir una embarcación artesanal y llegar a América desde África. La embarcación diseñada fue una balsa de 13.6 metros de largo por 5.8 metros de ancho construida con troncos, sin timón y con solo una vela. La Fragata Libertad donó parte de sus viejas velas, el barco de regatas de la Armada Fortuna les cedió una radio VHF, y el presidente de "La Balsera Ecuatoriana", la empresa de Ecuador que tenía los árboles que necesitaban, les regaló los troncos. Al no tener timón, la balsa no podía virar ni volver sobre su rumbo; por ello no había chance de rescatar a quien cayera al agua. Tampoco nadie podría tirarse a rescatar al supuesto náufrago. “Es preferible perder a un hombre y no a dos” era la regla a bordo. De caer, solo existía la oportunidad de aferrarse a un cabo de 70 metros que arrastraba la popa de la embarcación. 
La balsa llevaba 60 bidones de agua, 27 barriles de comida, un botiquín médico y equipo cinematográfico para filmar el viaje, que quedaría inmortalizado en una película que finalmente llegó a los cines en 1988 y se convirtió en un gran éxito. El material fue recolectado y preparado en Argentina, llegando a Canarias en un barco de la extinta Empresa Líneas Marítimas Argentinas (ELMA)
La fecha de salida fue el 22 de mayo de 1984. La tripulación estaba compuesta Alfredo Barragán, quien fue el capitán al mando; Jorge lriberri, quien se desempeñó como el segundo capitán; Daniel Sánchez Magariños, quien se ocupó de la navegación astronómica; Horacio Giaccaglia, quien se desempeñó como sobrecargo y cocinero;  y Félix Arrieta, camarógrafo de ATC que registró todo el viaje, material con el que luego editarían la película "Expedición Atlantis" en 1988. La expedición concluyó 52 días más tarde, el 12 de julio de 1984. La distancia recorrida fue de aproximadamente unas 3200 millas náuticas (unos 5000 kilómetros). Cabe señalar que, por aquella época, no se disponía de sistemas avanzados como el GPS, y las comunicaciones satelitales estaban restringidas a los buques de porte, por lo que la navegación tuvo que realizarse forzosamente con métodos tradicionales de navegación astronómica y utilizando equipos de radioaficionados para comunicarse.
Llegando al puerto de La Guaira, todos los buques en las cercanías hicieron sonar sus sirenas para homenajearlos. Allí, en una entrevista radial, el capitán Barragán expresó la frase que lo inmortalizó "Que el hombre sepa que el hombre, puede", frase que figura al pie del monumento erigido en honor a la expedición, sito en la ciudad de Mar del Plata,  instalado en el sector conocido como el "Finisterre argentino", ya que es la tierra nacional que más penetra en el mar. 
Un monumento similar se erigió en la ruta provincial 63, a la entrada de la ciudad de Dolores, ciudad natal de Barragán. 

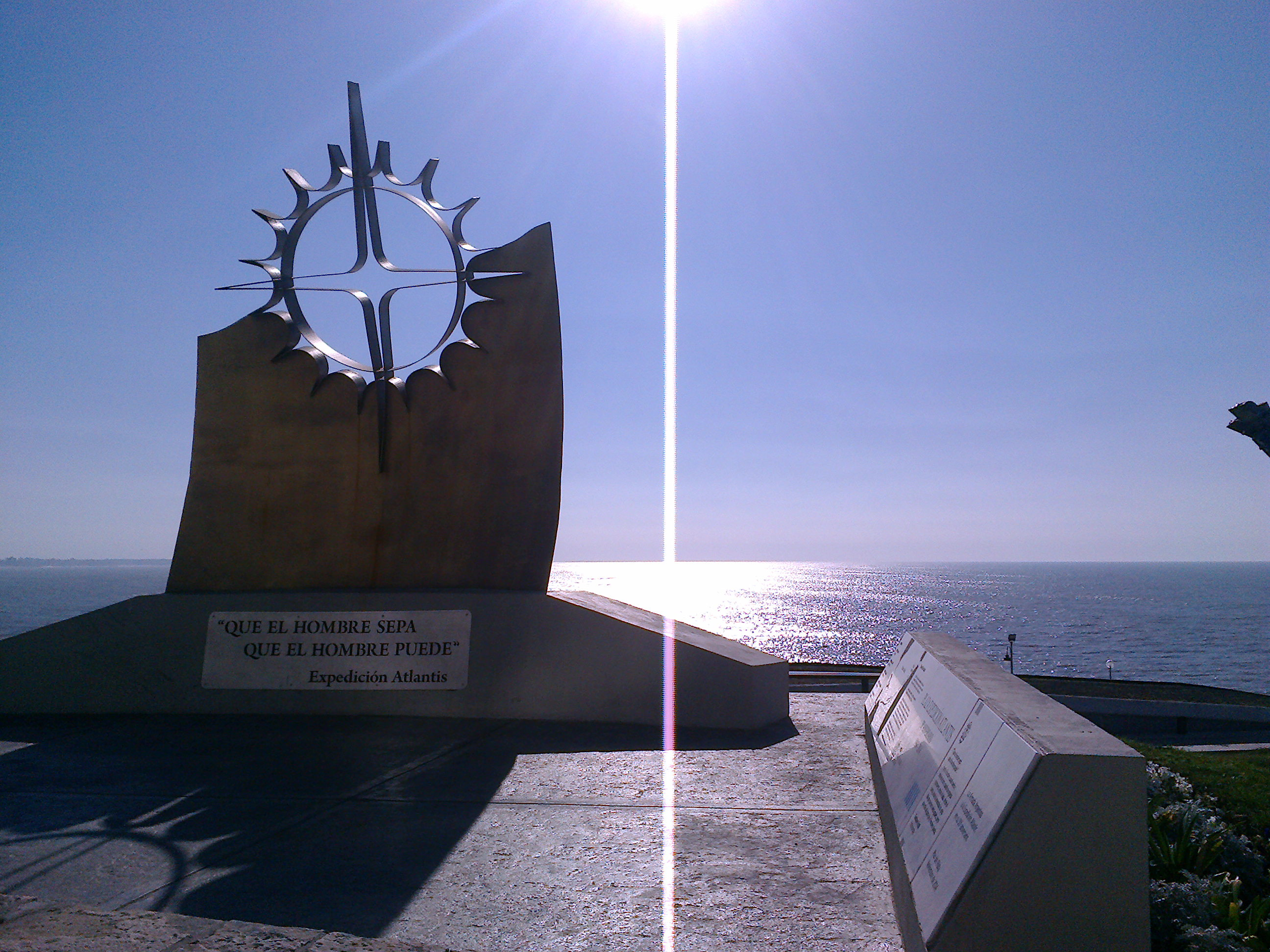
Monumento a la Balsa Atlantis erigido en la ciudad de Mar del Plata (Provincia de Buenos Aires, Argentina) en conmemoración a la travesía llevada a cabo por los cinco tripulantes de la misma en el año 1984.